# Wet openbare manifestaties
De Nederlandse Wet openbare manifestaties (afgekort de Wom), voluit de Wet van 20 april 1988, houdende bepalingen betreffende uitoefening van de vrijheid van godsdienst en levensovertuiging en van het recht tot vergadering en betoging, is een uitwerking van artikel 6 (godsdienstvrijheid) en artikel 9 (vrijheid van vergadering en betoging) in de Nederlandse Grondwet.
De wet bepaalt onder meer:
De gemeenteraad stelt bij verordening regels vast met betrekking tot de gevallen waarin voor vergaderingen en betogingen op openbare plaatsen een voorafgaande kennisgeving vereist is.
De burgemeester kan naar aanleiding van een kennisgeving voorschriften en beperkingen stellen of een verbod geven.
Deze bevoegdheden kunnen slechts worden aangewend ter bescherming van de gezondheid, in het belang van het verkeer en ter bestrijding of voorkoming van wanordelijkheden.

## Voorlopers
De Wet openbare manifestaties vervangt de Wet op de kerkgenootschappen van 1853 en de Wet vereniging en vergadering van 1855.

## Toekomst
Het kabinet werkt aan een wetswijziging om gezichtsbedekkende kleding bij demonstraties te verbieden.

## Klokgelui en gebedsoproepen (Artikel 10)

### Wettelijke bepalingen
Artikel 10 van de Wet openbare manifestaties bepaalt dat 'klokgelui ter gelegenheid van godsdienstige en levensbeschouwelijke plechtigheden' (een christelijk gebruik, vaak middels een klok of beiaard in een kerktoren) of 'oproepen tot het belijden van godsdienst of levensovertuiging' (de azan oftewel islamitische oproep tot gebed (al dan niet met elektronisch versterkte luidsprekers) vanaf een minaret) is toegestaan, maar dat de gemeenteraad 'met betrekking tot duur en geluidsniveau' regels mag stellen:

Klokgelui ter gelegenheid van godsdienstige en levensbeschouwelijke plechtigheden en lijkplechtigheden, alsmede oproepen tot het belijden van godsdienst of levensovertuiging, zijn toegestaan. De gemeenteraad is bevoegd ter zake regels te stellen met betrekking tot duur en geluidsniveau.
— Artikel 10 Wet openbare manifestaties

Kerken en moskeeën hebben op grond van de Wet milieubeheer (artikel 11) een milieuvergunning nodig om klokgelui of de azan te laten horen. Omwonenden of reizigers kunnen namelijk beide ervaren als geluidsoverlast, hetgeen een vorm van milieuvervuiling is die door de overheid aan banden kan worden gelegd, waarbij anderzijds de Wet openbare manifestaties ook in overweging moet worden genomen.

### Geluidsoverlast van klokgelui, rechtszaken en maatregelen

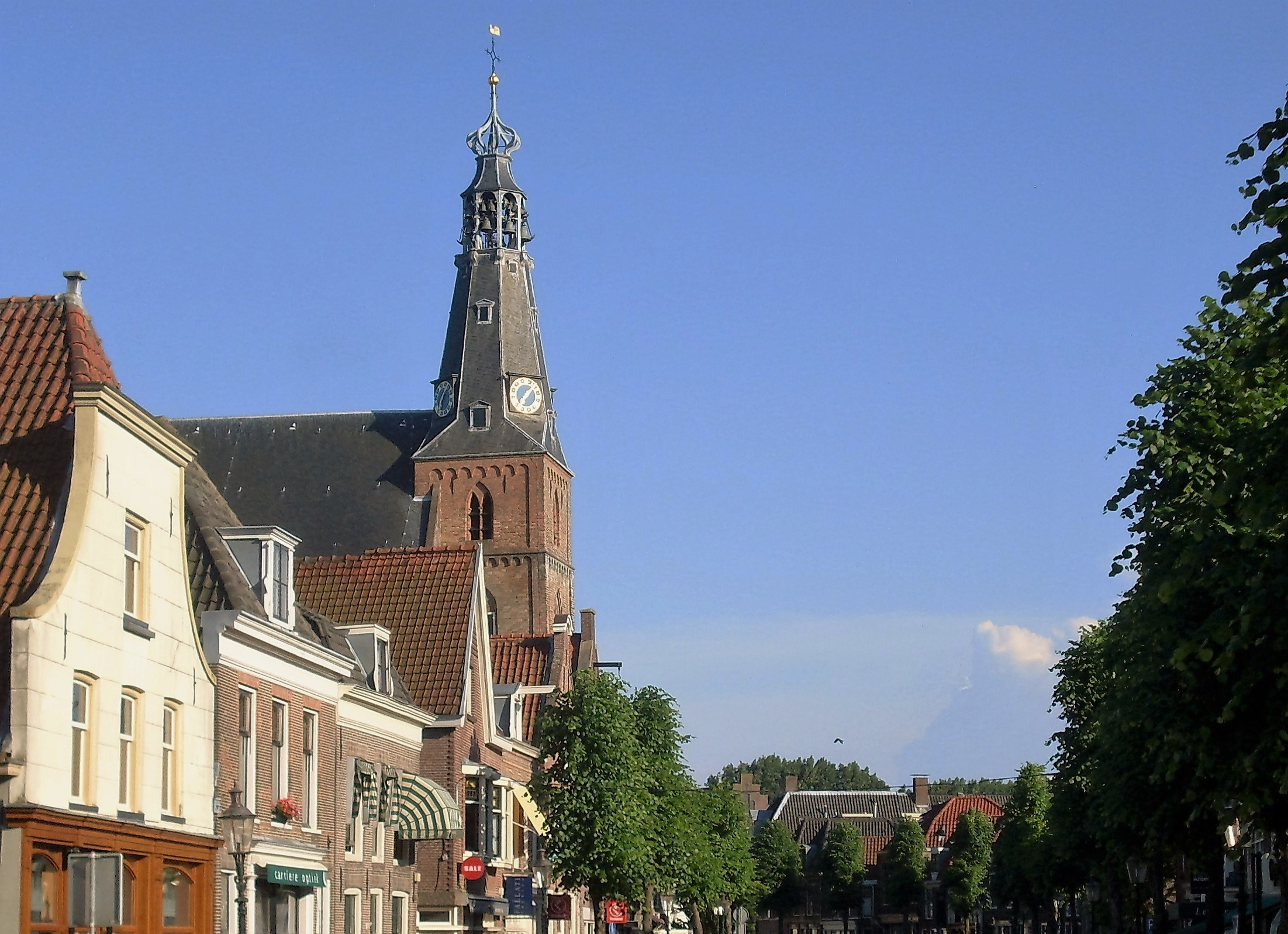
Van de jaren 1950 tot 2011 woedde er een conflict over het carillon van de Grote of Sint-Laurenskerk in Weesp, dat de hele nacht door ieder kwartier speelde. Sinds 2011 is het klokkenspel uit tussen 23.00 en 07.00 uur.

Begin 21e eeuw zijn er verschillende controverses en zelfs rechtszaken geweest omdat omwonenden geluidsoverlast ondervonden van klokgelui. Bij dergelijke rechtszaken over het aan banden leggen van klokgelui stelde de rechter meestal de klager(s) in het gelijk en bepaalde dat de kerkklokken voortaan minder vaak of minder luid mochten klinken. Anno 2019 mag het geluid van een kerkklok niet harder zijn van 70 decibel tussen 07:00 en 19:00, niet harder dan 65 decibel tussen 19:00 en 23:00 en niet harder dan 60 decibel tussen 23:00 en 07:00.
De klachten komen meestal, maar niet altijd, van nieuwe buurtbewoners (of toeristen die in de buurt overnachten) die het geluid niet gewend zijn, vooral 's nachts niet en daardoor niet kunnen slapen (of uitslapen op zondag), of overdag de televisie, radio, telefoon of elkaar in gesprek niet kunnen verstaan. Omwonenden die er al langer aan gewend waren werpen dan tegen dat de nieuwkomers dit 'hadden moeten weten toen ze gingen verhuizen' en dat het klokkengeluid 'bij de plaatselijke traditie hoort', die soms wel tot de 16e eeuw terug gaat. Soms is de lokale klokkenspeltraditie echter nog niet zo oud of zou deze recentelijk in frequentie of volume zijn toegenomen en ook veel bewoners die al tientallen jaren in de buurt wonen kunnen er last van (gaan) hebben en protest aantekenen. Sommige critici vragen zich bovendien vaak af wat de functie van het klokgelui in moderne tijden nog is en waarom het recht van kerken om klokken te luiden zo vaak prevaleert boven de belangen van de zich in de buurt bevindende mensen die de kerkklokken niet nodig hebben om de tijd te weten, niet naar die kerk gaan (of überhaupt niet de religie van die kerk aanhangen), niet alle speciale kerkelijke aangelegenheden zoals bruiloften, uitvaarten of vieringen dan wel erediensten van die kerk bijwonen en niet altijd gediend zijn van de muziekstukken die er vanaf het carillon uit die kerktoren klinken, maar er wel geluidsoverlast van ondervinden. Middeleeuwse nevenfuncties van kerkklokken zoals waarschuwing voor brand, sluiting van de stadspoorten en betaling van de belasting zijn allang vervallen en sinds de opkomst van horloges in de 20e eeuw en smartphones in de vroege 21e eeuw hebben ze ook hun tijdsaanduidende functie grotendeels verloren.
- Van de jaren 1950 tot 2011 woedde er een conflict over het carillon van de Grote of Sint-Laurenskerk in Weesp, dat de hele nacht door ieder kwartier speelde. De gemeente beriep zich op een 300 jaar lange traditie en dat de meeste andere inwoners nooit klaagden, maar de rechtbank in Amsterdam gaf de klagers gelijk dat de nachtelijke tijdaanduiding slecht was voor de volksgezondheid. Toen het onmogelijk bleek om het geluid te dempen, besloot de gemeenteraad op 23 juni 2011 dat het klokkenspel voortaan uit zou gaan tussen 23.00 en 07.00 uur.[15][16][17]
- In april en mei 2005 voerde bewoner J. Benedict een rechtszaak bij de Raad van State tegen het college van burgemeester en wethouders van Amersfoort over de speeltijden en het volume van de klokken van de Onze Lieve Vrouwetoren. Enkele jaren daarvoor waren omwonenden al naar de Nationale Ombudsman gestapt, die bepaalde dat het klokkenspel onder Wet milieubeheer viel en een milieuvergunning nodig had. De Raad verklaarde het beroep ten dele gegrond: de automaat (een speeltrommel) van het carillon mocht voortaan niet meer 's nachts tussen 21:45 en 09:00 spelen, maar de frequentie overdag viel binnen de normen en het volume, dat weliswaar geluidsnormen overschreed, kon niet redelijkerwijs worden gereduceerd zonder klankvervorming en daarom werd het spelen van de automaat en de bespelingen van een beiaardier vanwege de 'bijzondere historische en culturele betekenis' overdag gehandhaafd.[18][19]
- In december 2005 besloot het college van burgemeester en wethouders van Nijmegen na een hoorzitting met protesterende omwonenden dat het carillon van de Grote of Sint-Stevenskerk voortaan maar een keer per uur mocht spelen in plaats van elk kwartier; de gemeente diende zich namelijk te houden aan haar milieuvergunning die beperkingen oplegt aan geluidshinder.[10] Twee omwonenden en Stichting Stevenskerk gingen in beroep bij de Raad van State, maar de Raad verklaarde in juni 2006 hun beroep ongegrond en gaf het college gelijk.[20]
- In 2006 besloot de gemeente Dordrecht om een klein carillon te plaatsen in het torentje van het stadhuis, maar de Raad van State gaf in 2007 omwonenden gelijk die vreesden voor lawaai en oordeelde dat de gemeente niet kon garanderen dat geluidsnormen niet zouden worden overschreden.[21]
- Van 2006 tot 2011 woedde er een juridische strijd tussen pastoor Harm Schilder van de Margarita Maria Alacoquekerk in Tilburg en de omwonenden, verenigd in het actiecomité De Wakkere Luiden, die de gemeente aan hun kant kregen. De rechtbank in Breda verbood Schilder uiteindelijk om voor 08:00 klokken te luiden en verplichtte hem onder het geluidsniveau van 80 decibel te blijven.[22]
- In 2017 was er enige maanden discussie over het automatische nachtelijke klokkenspel van de Dom van Utrecht. Het leverde enkele omwonenden slaapproblemen op en leek niet te kloppen met een gemeentelijke verordening die bedoeld was om de geluidssterkte van muziek 's nachts te beperken. Die verordening was echter bedoeld voor muziek in cafés. Het college van burgemeester en wethouders noemde dit een 'foutje' en stelde voor de verordening zo te wijzigen dat het carillon ervan was uitgezonderd. Een ruime meerderheid van de gemeenteraad ging hiermee akkoord.[23]
- In Woerden sloeg de klok van de Sint-Bonaventurakerk elk kwartier, 24 uur per dag, 7 dagen per week met een volume van 70 decibel, totdat één buurtbewoner klaagde dat hij daardoor niet kon slapen, waarop de gemeente de kerk vanaf september 2019 verbood om na 23:00 te slaan.[4]
- In september 2019 klaagde een bewoner, naar verluidt een expat, over het nachtelijke klokkenspel van de Westertoren in Amsterdam in een brief aan het college van burgemeester en wethouders; hij stelde een 'pauze' voor tussen 0:00 en 6:00 zodat men 's nachts kan slapen. De meerderheid van andere omwonenden reageerde fel negatief, zeggende dat de klager dan maar ergens anders moet gaan wonen en dat het geluid van het Westertoren carillon bij de buurt en bij hun leven hoorde. Een kleine groep buurtbewoners had echter wel begrip voor de klacht. Ruim tien jaar eerder protesteerden andere nieuwkomers ook en toen werd het volume van het carillon 's nachts al verlaagd.[24] Onder het motto 'In de Jordaan geen stille nacht' werd er actie tegen de klagers gevoerd.[bron?]